# AGM-158C Long-Range Anti-Ship Missile
AGM-158C Long-Range Anti-Ship Missile (LRASM) – amerykański, stanowiący odmianę AGM-158 JASSM, przeciwokrętowy pocisk manewrujący dalekiego zasięgu o charakterystyce stealth, przeznaczony do wystrzeliwania z platform lotniczych B-1B Lancer, F/A-18E/F Super Hornet, F-35 Lightning II oraz P-8 Poseidon. Pocisk o zasięgu 200 Mm z silnikiem turboodrzutowym, ma głowicę odłamkowo-burzącą o wysokiej penetracji, i naprowadzany jest przez układy GPS, INS oraz elektro-optyczny (IIR), z wykorzystaniem sztucznej inteligencji (AI).